# Atje Keulen-Deelstra
Atje Keulen-Deelstra (Grou, 31 de diciembre de 1938 - 22 de marzo de 2013) fue una patinadora de velocidad sobre hielo neerlandés que destacó en la década de los 70. En 1962 se casó con Jelle Keulen, con el que tuvo dos hijos.
Inició la práctica de patinaje de velocidad sobre hielo a la edad de los 16 años, si bien no tuvo éxitos hasta los 30 años. En 1970 consiguió ganar el campeonato nacional de los Países Bajos a los 32 años, donde se proclamó también en Campeona del Mundo. En 1972, llegó al cénit de su carrera al colgarse tres medallas medallas en los Juegos Olímpicos de Invierno de Sapporo (plata ern la prueba de los 1.000 metros y bronze en las pruebas de 1.500 y 3.000 metros). Después de esto, fue dos veces más campeona de Europa y del mundo (1973 y 1974).
Murió a los 74 años a consecuencia de un infarto cerebral.

## Medallero internacional
| \| Juegos Olímpicos \| Juegos Olímpicos \| Juegos Olímpicos \| Juegos Olímpicos \| \| Año \| Lugar \| Medalla \| Competición \| \| ------------------ \| --------------------------- \| ----------------- \| ---------------- \| \| 1972 \| Sapporo (Japón) \| Medalla de plata \| 3000 m \| \| 1972 \| Sapporo (Japón) \| Medalla de bronce \| 1500 m \| \| 1972 \| Sapporo (Japón) \| Medalla de bronce \| 1000 m \| \| Campeonato Mundial \| \| \| \| \| Año \| Lugar \| Medalla \| Competición \| \| 1970 \| West-Allis (Estados Unidos) \| Medalla de oro \| Combinada \| \| 1970 \| West-Allis (Estados Unidos) \| Medalla de bronce \| Sprint \| \| 1972 \| Heerenveen (Países Bajos) \| Medalla de oro \| Combinada \| \| 1973 \| Strömsund (Suecia) \| Medalla de oro \| Combinada \| \| 1973 \| Oslo (Noruega) \| Medalla de plata \| Sprint \| \| 1974 \| Heerenveen (Países Bajos) \| Medalla de oro \| Combinada \| \| 1974 \| Innsbruck (Austria) \| Medalla de plata \| Sprint \| \| Campeonato Europeo \| \| \| \| \| Año \| Lugar \| Medalla \| Competición \| \| 1972 \| Inzell (RFA) \| Medalla de oro \| Combinada \| \| 1973 \| Brandbu (Noruega) \| Medalla de oro \| Combinada \| \| 1974 \| Alma-Ata (URSS) \| Medalla de oro \| Combinada \| |                             |                   |             |
| Juegos Olímpicos |                             |                   |             |
| Año | Lugar                       | Medalla           | Competición |
| 1972 | Sapporo (Japón)             | Medalla de plata  | 3000 m      |
| 1972 | Sapporo (Japón)             | Medalla de bronce | 1500 m      |
| 1972 | Sapporo (Japón)             | Medalla de bronce | 1000 m      |
| Campeonato Mundial |                             |                   |             |
| Año | Lugar                       | Medalla           | Competición |
| 1970 | West-Allis (Estados Unidos) | Medalla de oro    | Combinada   |
| 1970 | West-Allis (Estados Unidos) | Medalla de bronce | Sprint      |
| 1972 | Heerenveen (Países Bajos)   | Medalla de oro    | Combinada   |
| 1973 | Strömsund (Suecia)          | Medalla de oro    | Combinada   |
| 1973 | Oslo (Noruega)              | Medalla de plata  | Sprint      |
| 1974 | Heerenveen (Países Bajos)   | Medalla de oro    | Combinada   |
| 1974 | Innsbruck (Austria)         | Medalla de plata  | Sprint      |
| Campeonato Europeo |                             |                   |             |
| Año | Lugar                       | Medalla           | Competición |
| 1972 | Inzell (RFA)                | Medalla de oro    | Combinada   |
| 1973 | Brandbu (Noruega)           | Medalla de oro    | Combinada   |
| 1974 | Alma-Ata (URSS)             | Medalla de oro    | Combinada   |